# Hôtel de Clermont (Paris)
Pour les articles homonymes, voir Hôtel de Clermont.
L’hôtel de Clermont est un hôtel particulier situé dans le 7e arrondissement de Paris, 69 rue de Varenne. Il s'étend sur 4 250 m2.

## Historique
L'hôtel de Clermont, l'un des plus anciens hôtels particuliers du faubourg Saint-Germain, a été édifié de 1708 à 1714 sur des plans de l'architecte Jean-Baptiste Alexandre Le Blond, pour la marquise de Saissac, née Jeanne Pélagie d'Albert de Luynes, épouse de Louis III de Saissac, comte de Clermont.
Sans enfant, veuve dès 1705, celle-ci mourut en 1756, léguant l'hôtel à son petit-neveu Charles Louis d'Albert, duc de Luynes et de Chevreuse. 
Ce dernier le vend à sa parente Anne Josephe Bonnier de La Mosson, épouse de Michel Ferdinand d'Albert d'Ailly, duc de Chaulnes, laquelle le revend en 1769 à Pierre Gaspard Marie Grimod d'Orsay. 
Collectionneur très actif, celui-ci réunit de nombreux objets d'art dans son hôtel, qu'il fait redécorer par l'architecte Jean Augustin Renard. C'est de cette époque que datent les plus beaux décors intérieurs de l'hôtel, à l'exception des boiseries de la salle à manger, qui proviennent du château de Marly.
Marié avec la princesse allemande Marie Anne Elisabeth de Hohenlohe Waldenbourg, Pierre Gaspard Marie Grimod d'Orsay émigre dès 1789 et son hôtel lui est confisqué comme bien national. Passé alors entre diverses mains, il échoit en 1836 à Jacques Juste Barbet de Jouy, qui l'ampute vers 1837, d'une partie de ses jardins pour ouvrir, sur son côté est, la rue Barbet-de-Jouy. En 1838, Jacques-Juste Barbet de Jouy revend l'hôtel de Clermont à Rosalie Paulée, épouse de Tanneguy Duchatel, plusieurs fois ministre sous Louis-Philippe. L'hôtel est alors complètement restauré par Louis Visconti. Ce dernier surélève le bâtiment d'un étage et ajoute à la façade sur cour un vaste péristyle couvert. Après la mort de ce dernier, son fils vend l'hôtel à Eugène Aubry-Vitet (1845-1930), qui le conserve jusqu'à sa mort et le transmet à la comtesse Carl Costa de Beauregard.

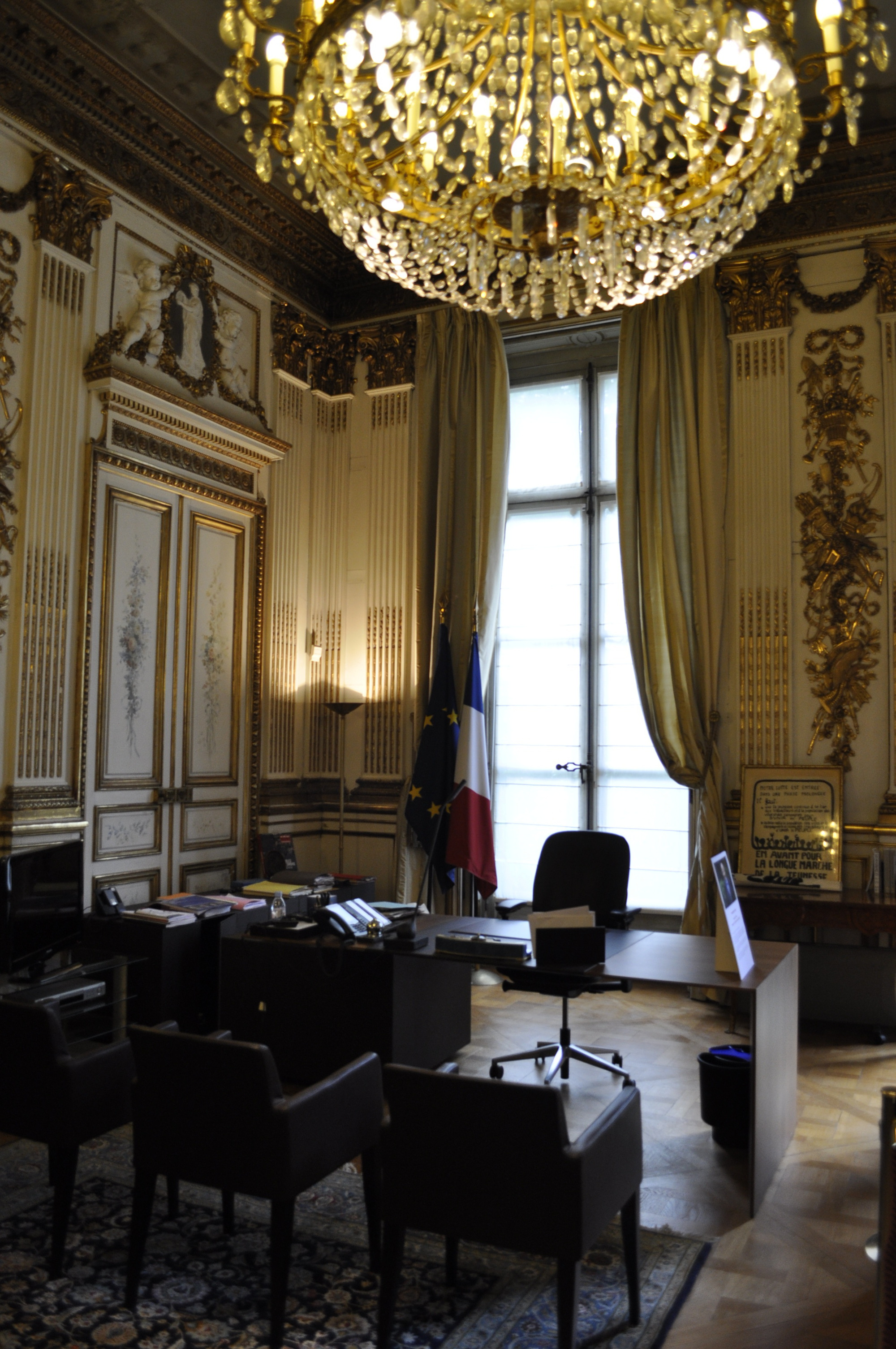
Le bureau du ministre en 2015.

Depuis 1948, l’hôtel de Clermont appartient à l’État. Il accueille d'abord la Haute Cour de justice, puis le Commissariat à l'énergie atomique et, successivement, plusieurs ministères. Il est actuellement occupé par le ministère des relations avec le Parlement. 

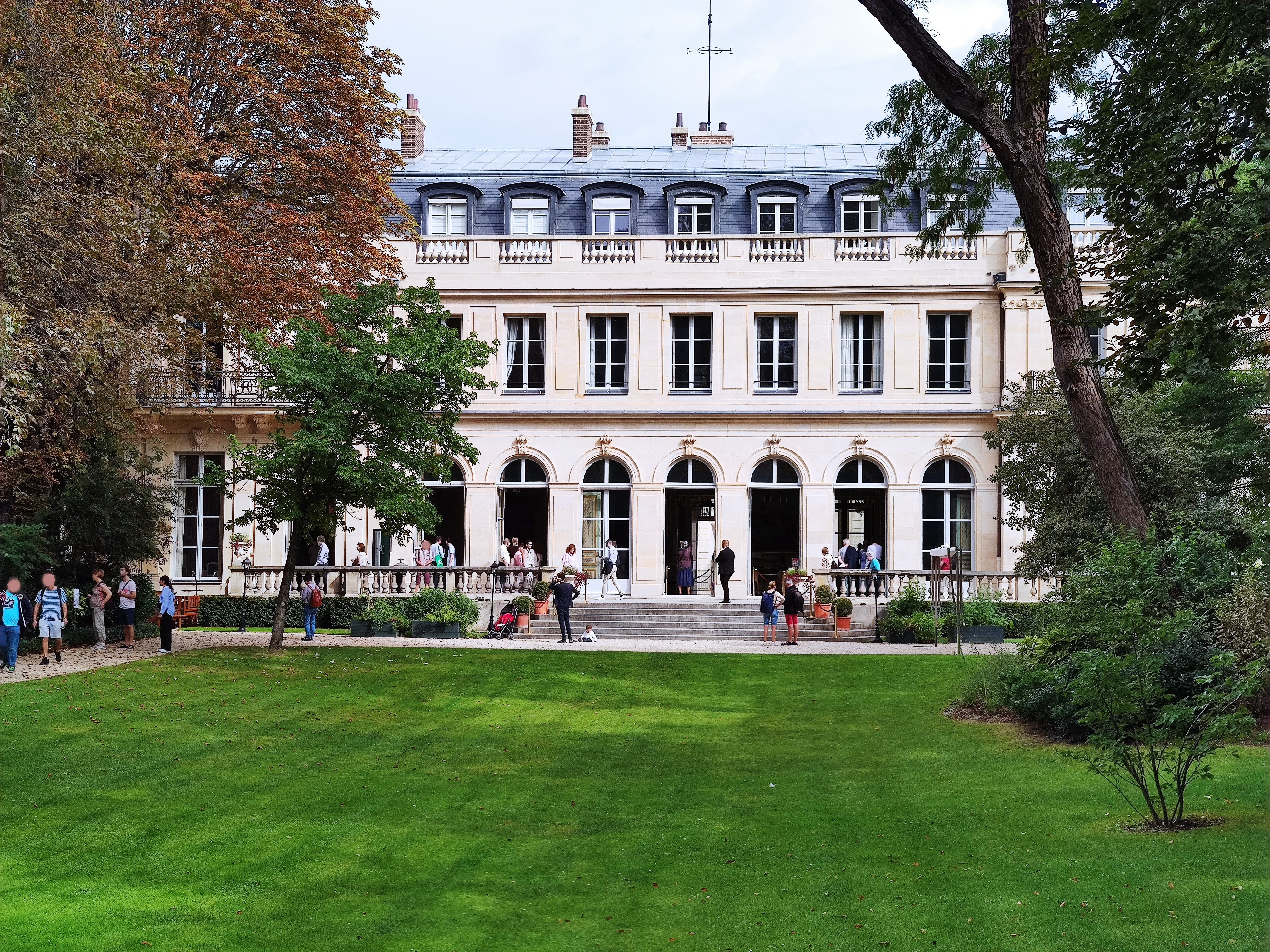
Façade sur jardin.

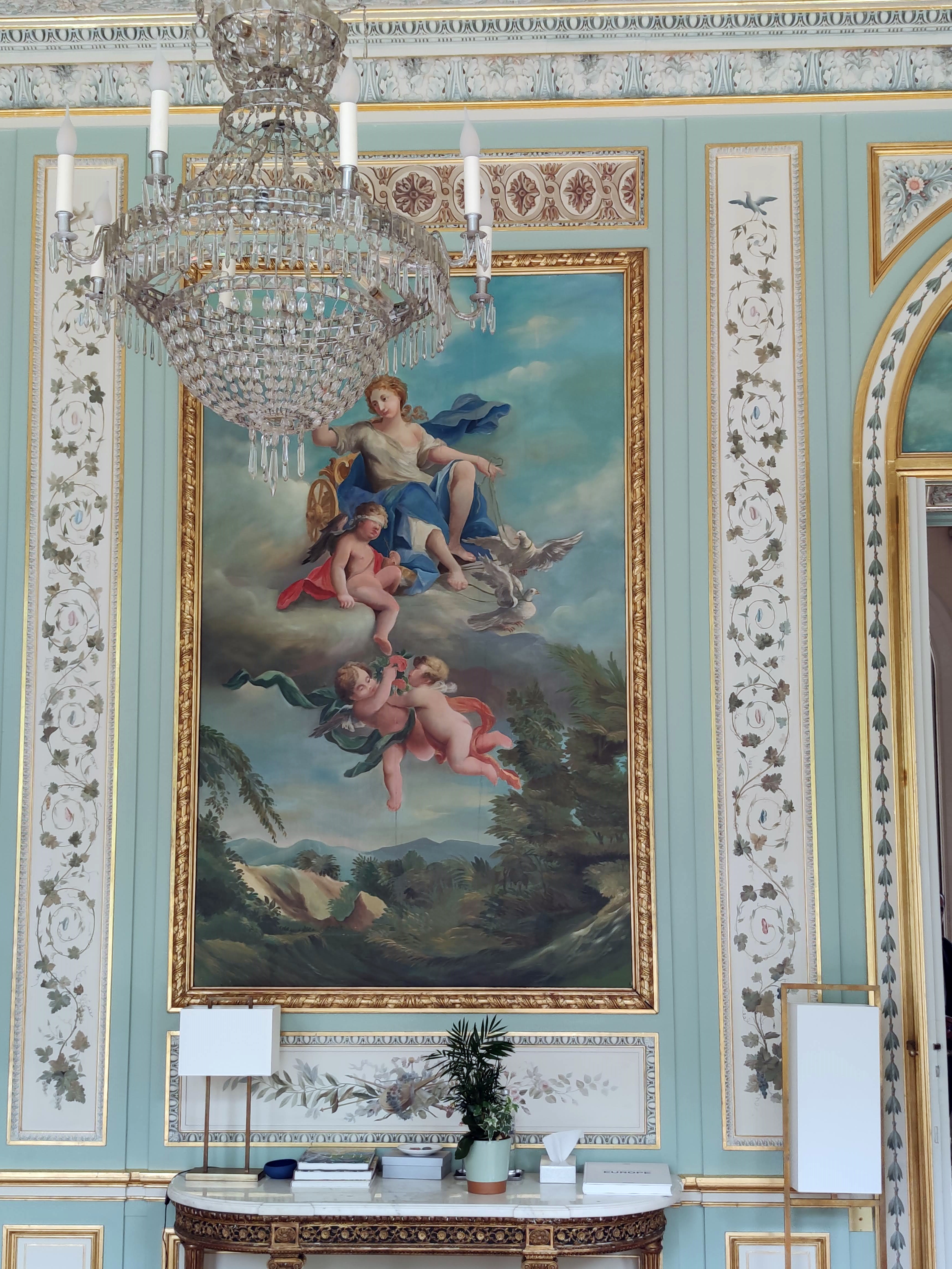
Salon (détail).

Selon certaines rumeurs, l’État a voulu le vendre début 2012. Le 6 février 2014, le ministre Alain Vidalies inaugure un mur à l'effigie de tous les ministres qui ont occupé ce portefeuille depuis 1943,.

## Description
L'hôtel de Clermont possède notamment un escalier avec rampe en fer forgé, des plafonds peints et une salle à manger donnant sur un jardin d'un demi-hectare.

## Protection
L'hôtel de Clermont, ses façades, ses toitures, sa cour, ses jardins, une partie des décors intérieurs, sont classés monuments historiques une première fois en 1949 puis par arrêté du 10 avril 1980.